# Monneus longiventris
Monneus longiventris là một loài bọ cánh cứng trong họ Cerambycidae.